# Fleischermesser

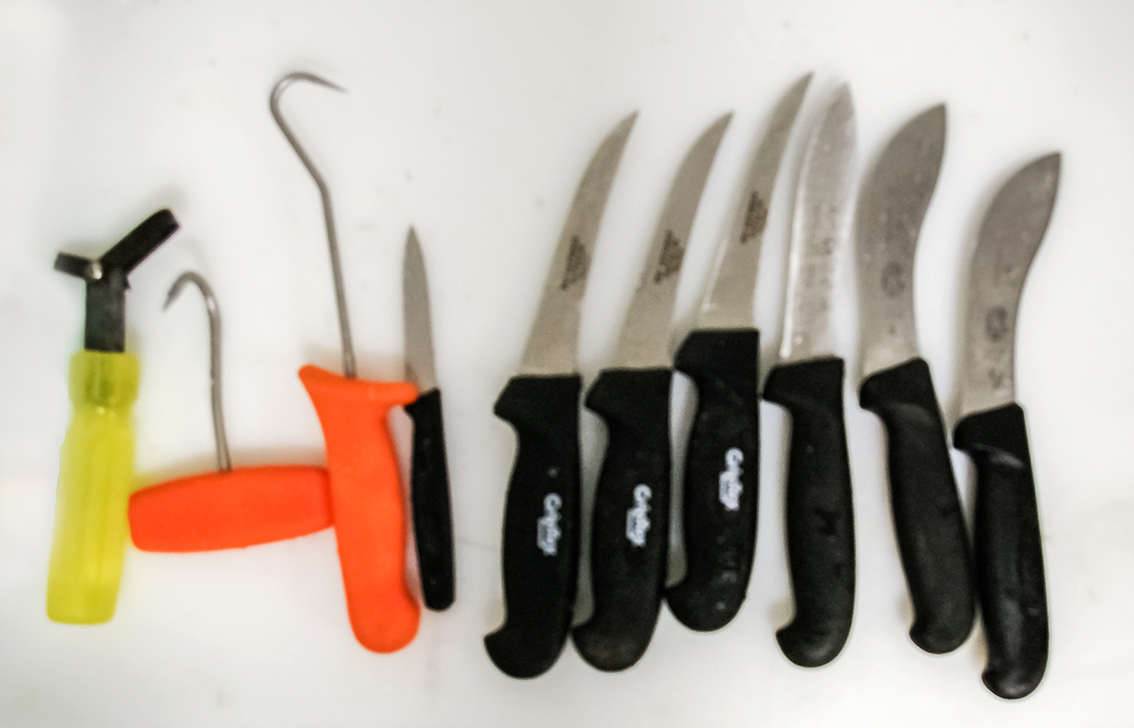
Unterschiedliche Fleischermesser und Griffhaken

Fleischermesser, auch Metzgermesser, Schlachtermesser oder Schlachtmesser, ist die gebräuchliche Sammelbezeichnung von speziellen Messern für den professionellen Bedarf und Einsatz bei der Schlachtung von Schlachttieren und Geflügel sowie in der Fleischverarbeitung. Sie gehören zur Gruppe der Berufsmesser und zählen zu den wichtigsten (Schneid-)Werkzeugen der Berufsgruppe der Fleischer/Metzger/Schlachter und verwandter Berufe. Es gibt eine Vielzahl an verschiedenen Arten und Varianten mit jeweils eigenen Bezeichnungen, die für bestimmte Einsatzzwecke ausgebildet sind und unterschiedliche Materialbeschaffenheiten, Formen und Größen sowie Griffarten und -farben aufweisen.

## Geschichte

Hackbeile und -messer, etwa 1940 bis 1960 (Museo del salame di Felino)

Während im Altertum und in der Antike zumeist die Nutztierhalter selbst die Fleischbearbeitung übernahmen, entwickelte sich mit der Errichtung großer Städte allmählich ein eigener Berufsstand, der die Stadtbewohner mit Fleisch versorgte. Die veraltete historische Bezeichnung Knochenhauer und die in Österreich immer noch übliche Berufsbezeichnung Fleischhauer/Fleischhacker verdeutlichen, dass es anfangs vor allem darum ging, die Tiere zu schlachten und zu zerlegen (sowie das Fleisch durch Einsalzen und Räuchern haltbar zu machen). Der spezielle Werkzeugbedarf lag daher zunächst vorrangig bei Hackbeilen und -messern verschiedener Größen, die durch einige kleinere „Allzweckmesser“ ergänzt wurden.
Im Mittelalter übernahmen deutsche Städte die Prüfung des Schlachtviehs auf Reinheit und Gesundheit und verlegten den vormaligen Verkauf ab Hof im Umland auf öffentliche städtische Plätze und Märkte. Zeitgleich schlossen sich die unterschiedlichen Handwerksgruppen zu Vereinigungen wie Gilden oder Zünften zusammen. Dies führte zu einer zunehmenden Spezialisierung in der Fleischbearbeitung und es entstanden innerhalb des Fleischerhandwerks neben dem klassischen Fleischer und Wurstmacher („Metzger“) verschiedene eigene – inzwischen veraltete – Berufsgruppen, wie zum Beispiel die Küter, die auch Innereien verkauften, die Flecksieder oder die Selcher. Da das Angebot an Fleisch- und Wurstwaren immer umfangreicher wurde und der Verkauf im Freien aus Platzmangel und hygienischen Gründen nicht mehr zu bewerkstelligen war, entwickelten sich meist in bestimmten Stadtteilen stationäre Ladengeschäfte und Fleischereien/Metzgereien/Schlachtereien.
Damit einher gingen der steigende Bedarf und die Entwicklung von weiteren Berufswerkzeugen und insbesondere von speziellen Berufsmessern bis hin zur inzwischen bestehenden Arten- und Variantenvielfalt an Fleischermessern/Metzgermessern/Schlachtermessern.
Bekannte Hersteller
Zu den bekannten Messer- beziehungsweise Schneidwarenherstellern, die auch oder hauptsächlich Fleischermesser im Programm haben, gehören unter anderem:
- in Deutschland: Karl Bahns (Markenname Burgvogel) in Solingen, Friedr. Dick in Deizisau, Eicker Messer in Solingen, Friedrich Engels (Markenname RÖR) in Solingen, Johannes Giesser Messerfabrik in Winnenden, Franz Güde in Solingen, Friedr. Herder Abr. Sohn in Solingen, Marsvogel Stahlwaren in Solingen, Ro-Da Stahlwaren in Solingen, Wüsthof in Solingen, Zico Zimmermann in Remscheid, Zwilling J. A. Henckels in Solingen.
- in Österreich: Bertsch Holding in Bludenz, Himmelberger Zeughammerwerk Leonhard Müller & Söhne in Frantschach-Sankt Gertraud, Herbert Mair in Telfes im Stubaital.
- in der Schweiz: Victorinox (Markenname Swibo) in Schwyz.
- in den USA: MAC Knife in Sacramento/Kalifornien.

## Beschaffenheit

### Aufbau und Merkmale

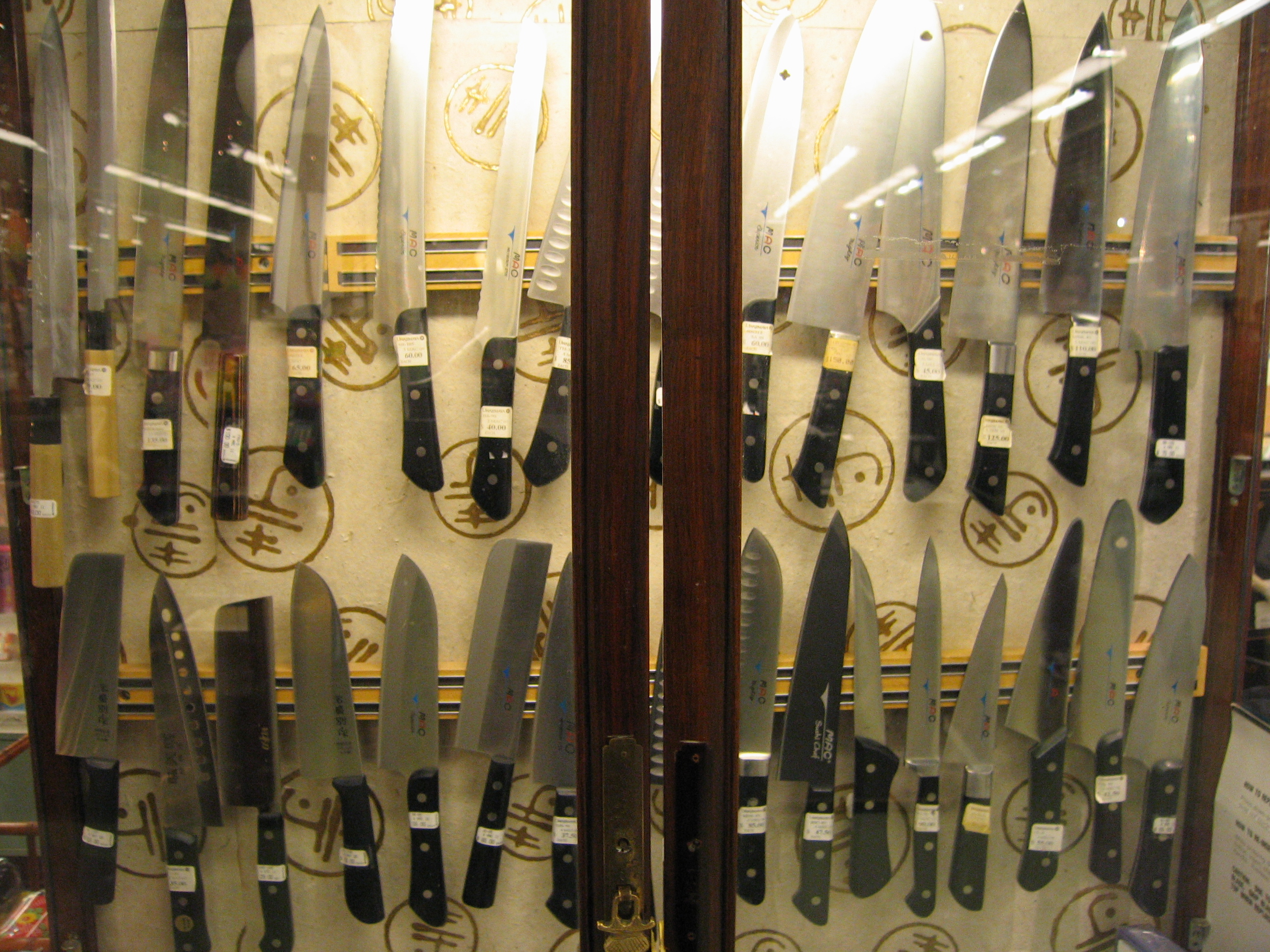
Schaukasten mit Fleischermessern, hier des US-Herstellers MAC Knife

Fleischermesser stellen mit die wichtigsten Handwerkzeuge von Fleischern/Metzgern/Schlachtern sowie verwandten fleischverarbeitenden Berufen dar und gehören in der Regel als Auswahl verschiedener Messerarten zu deren persönlicher Grundausstattung. Hochwertige Fleischermesser weisen viele typische Merkmale von geschmiedeten Messern auf, die bereits auf den ersten Blick Qualitätsmesser von „Billigware“ unterscheidet. So müssen sie beispielsweise sehr scharf und belastbar sein sowie alle notwendigen Sicherheitsmerkmale aufweisen, wie großer, ergonomisch geformter Griff (Heft) mit Handschutz. Sie bestehen seit Mitte des 20. Jahrhunderts nicht mehr aus (rostanfälligen) Mono-Kohlenstoffstählen, sondern aus rostträgem Mono Chrom-Molybdän-Vanadium-Stahl, der eine hohe Schärfe gewährleistet und zudem vor allem modernen hygienischen lebensmittelrechtlichen Anforderungen genügt. Andere Materialien für Messerklingen sind im beruflichen Alltagsgebrauch weniger geeignet. So gilt zum Beispiel Keramik als leicht zerbrechlich und die Klingen können nur von einem Profi nachgeschärft werden, was zudem meist kostenträchtig ist. Klingen anderseits aus Damaszener Stahl oder Laminatstählen sind zwar bedingt hochwertiger und teurer, aber auch besonders rostanfällig (Damaststahl) und sind somit arbeits- und kostenintensiver zu warten.
Qualitätsfleischermesser für den professionellen Bereich in Handwerk und Industrie werden heute zumeist aus vergütetem Bandstahl gestanzt – oder teils auch per Lasertechnik geschnitten –, gehärtet und für die Endanwendung wärmebehandelt. Beim Schleifen der Messerklinge und Herstellung des „Grundschliffs“ setzen einige Hersteller ebenfalls Lasertechnik ein zur Gewährleistung bestmöglichen Schleifwinkels an der Schneidlage.
In der Regel lassen sich Stahlmesser mit einem Wetzstahl auf einfache Art nachschärfen.
→ Siehe Abschnitt #Nachschärfen und Messerpflege

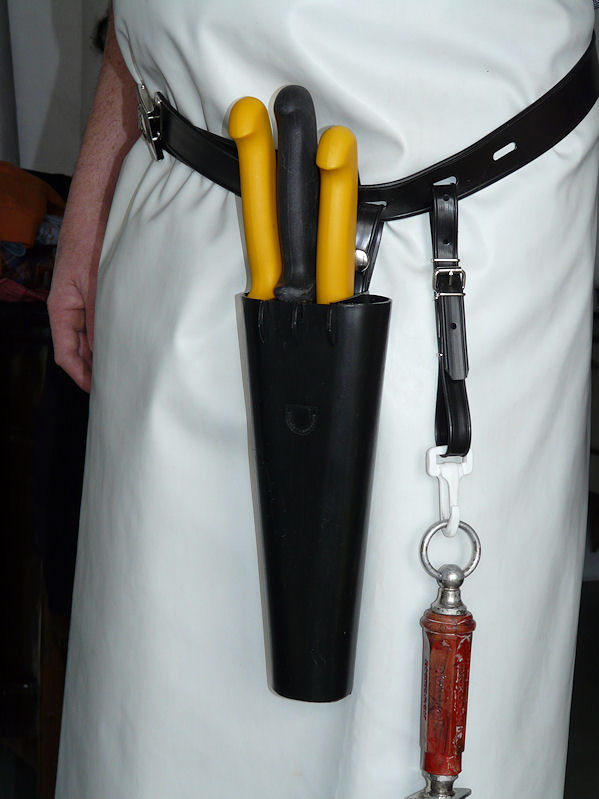
Fleischermesser im Messerköcher, daneben ein am Gürtel eingehängter Wetzstahl

Es gibt für viele Bereiche und Arbeiten von Fleischern entsprechend abgestimmte Messer. Neben unterschiedlichen Klingenformen und Größen (Länge und Breite der Klinge) stehen unterschiedliche Griff- bzw. Heftvarianten in verschiedenen Materialien und Farben zur Verfügung. Kriterien für die Auswahl sind die Arbeitsaufgabe und das Fleisch, das geschnitten werden soll, sowie die persönliche Vorliebe und Arbeitsweise des Fleischers. Während die Messergriffe bisher meist aus aufgesteckten Heften oder aus miteinander vernieteten Griffschalen bestanden, dominieren inzwischen Griffe aus thermoplastischem Kunststoff wie Polyoxymethylen (POM). Die früher vielfach verwendeten Griffe aus Holz neigen bei Flüssigkeitszufuhr zum Aufquellen, sodass sich wie auch allgemein bei Griffschalen spaltförmige Öffnungen bilden können, die hygienische Probleme verursachen. Um den Hygieneanforderungen zu genügen, bieten viele Qualitätshersteller inzwischen „spaltenfreie“ Fleischermesser an. Dazu werden die Griffe aus POM oder ähnlich fugenlos auf den Erl der Klinge und an dieselbe angeschäumt, sodass zwischen Klinge und Griff keine Fleischreste oder -säfte eindringen können.
Die Kunststoffgriffe werden meist in verschieden geformten Griffserien angeboten sowie in der Regel ergonomisch ausgebildet, sodass sie sowohl eine Auswahl nach persönlicher Vorliebe als auch längeres ermüdungsfreies Arbeiten ermöglichen. Außerdem sind sie vielfach in verschiedenen Farben erhältlich, sodass eine einfache Zuordnung der unterschiedlichen Messerarten bei der persönlichen Messerausstattung oder aber zu verschiedenen Arbeitnehmern vorgenommen werden kann.
Während der Arbeit beim Schlachten und bei der Fleischverarbeitung trägt der Fleischer seine Messer meistens griffbereit bei sich, und zwar sicher untergebracht im Messerköcher bzw. in einer Messertasche am Gürtel umgeschnallt. Zudem wird der Wetzstahl vielfach am Gürtel eingehängt und ist so ebenfalls griffbereit; es gibt aber auch Messerköcher/Messertaschen mit einem Einsteckfach für den Wetzstahl.
Fleischermesser werden teilweise auch als Küchenmesser verwendet und zudem gelegentlich als Jagdmesser.

### RFID-Messer

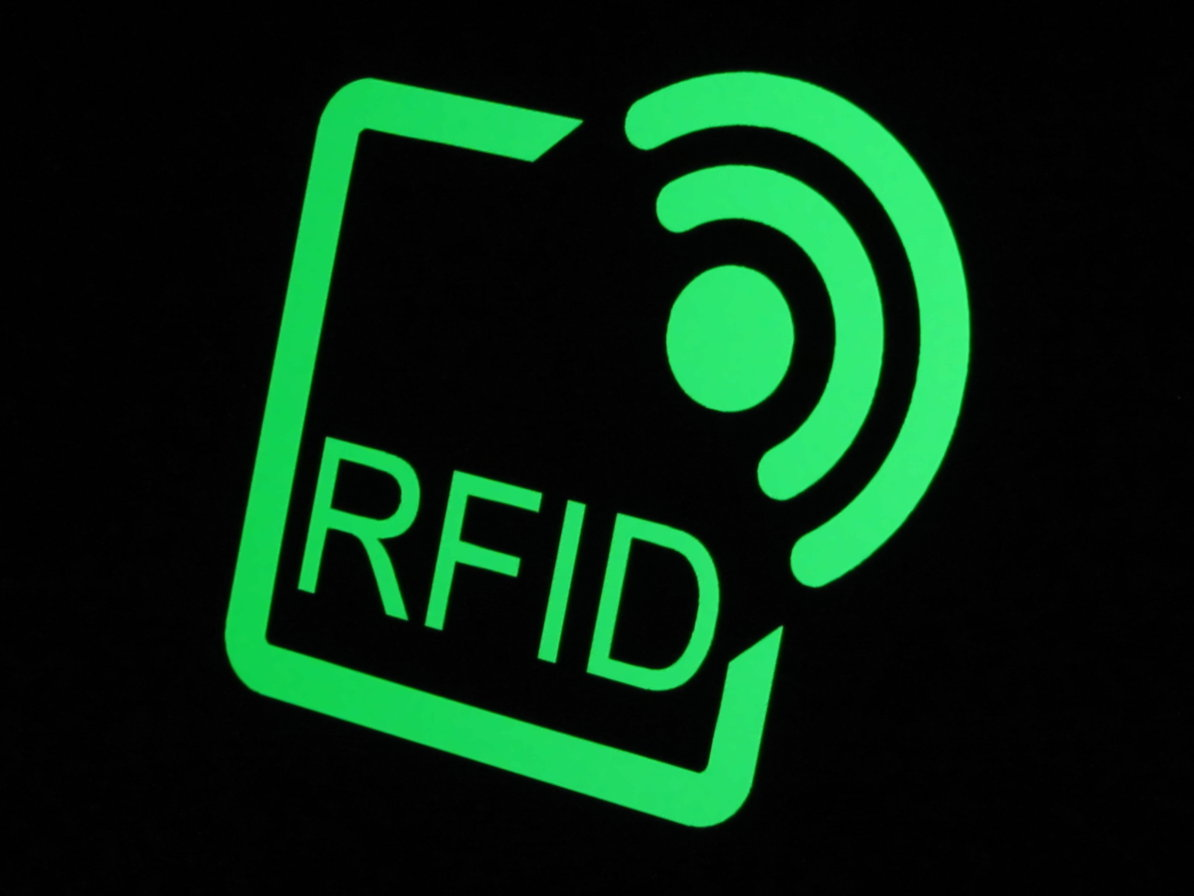
RFID-Logo

2012/13 wurde in Deutschland im Rahmen eines vom Bundeswirtschaftsministerium geförderten PROZEUS-Projekts von einem Unternehmen der fleischverarbeitenden Industrie in Kooperation mit einem Messerhersteller die automatisierte Steuerung und Kontrolle sämtlicher Arbeitsschritte in der Fleischverarbeitung erprobt. In der fleischverarbeitenden Industrie kommen täglich Arbeitswerkzeuge wie Fleischermesser und Wetzstähle sowie Stechschutzkleidung zum Einsatz. Gemäß einschlägigen Richtlinien und Verordnungen gelten hierbei besondere Anforderungen hinsichtlich Rückverfolgbarkeit und Hygiene. Da die geforderte Dokumentation zumeist manuell erfolgt, ist sie entsprechend fehleranfällig und aufwendig sowie zudem schwierig zu kontrollieren. Erprobt wurde stattdessen der Einsatz der Radiofrequenz-Identifikation (RFID), die eine eindeutige Zuordnung von Mitarbeitern zu ihren Werkzeugen sowie die automatisch gesteuerte Erfassung der Daten in sämtlichen Prozessschritten ermöglicht. Dazu wurden von dem beteiligten Messerhersteller sogenannte RFID-Transponder nach GS1-Standards in die Griffe von bestimmten Messerserien und Wetzstählen sowie bei Schärfhilfen und Stechschutzkleidung implantiert. Das innovative System („Industrie 4.0“) wird durch entsprechende Hardware und Software vervollständigt.
Nach Weiterentwicklung werden inzwischen bestimmte Messerserien, Wetzstähle, Schärfhilfen und Schutzkleidung mit RFID-Technologie angeboten, die außer der Rückverfolgung zudem ein EDV-gestütztes Werkzeugmanagement ermöglicht. Das angebotene RFID-System für Fleischermesser und zugehörige Werkzeuge gilt nach Herstellerangaben als „Weltneuheit“.

## Arten (Auswahl)
- Ausbeinmesser
- Blockmesser
- Fleischmesser

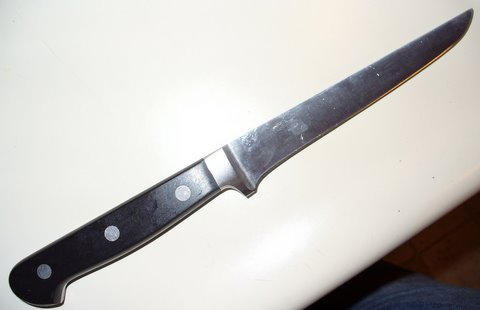
Ausbeinmesser
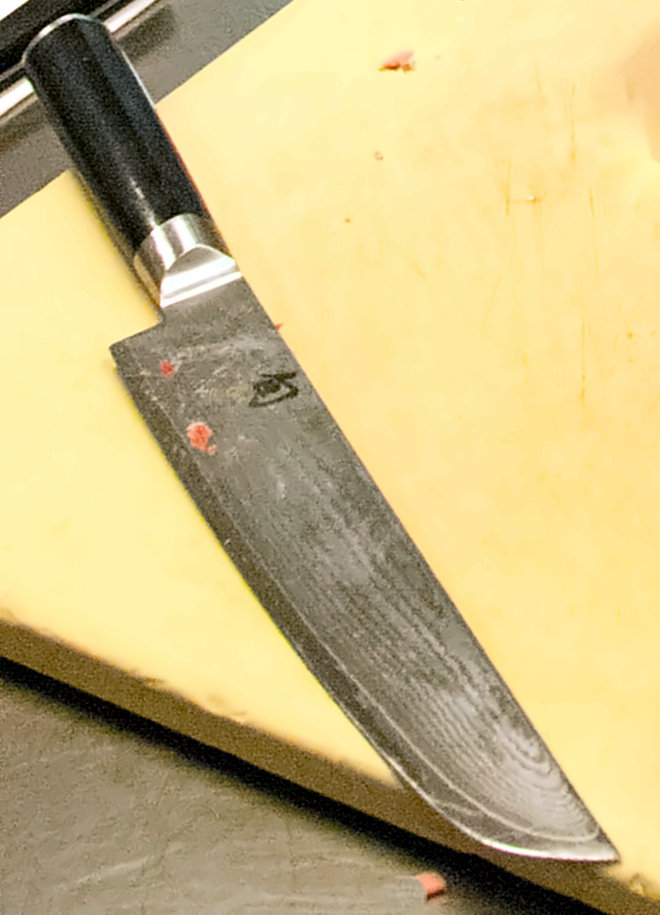
Blockmesser
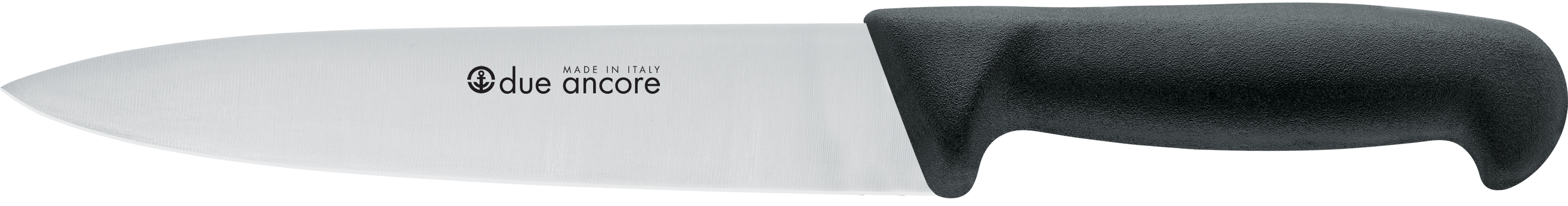
Fleischmesser
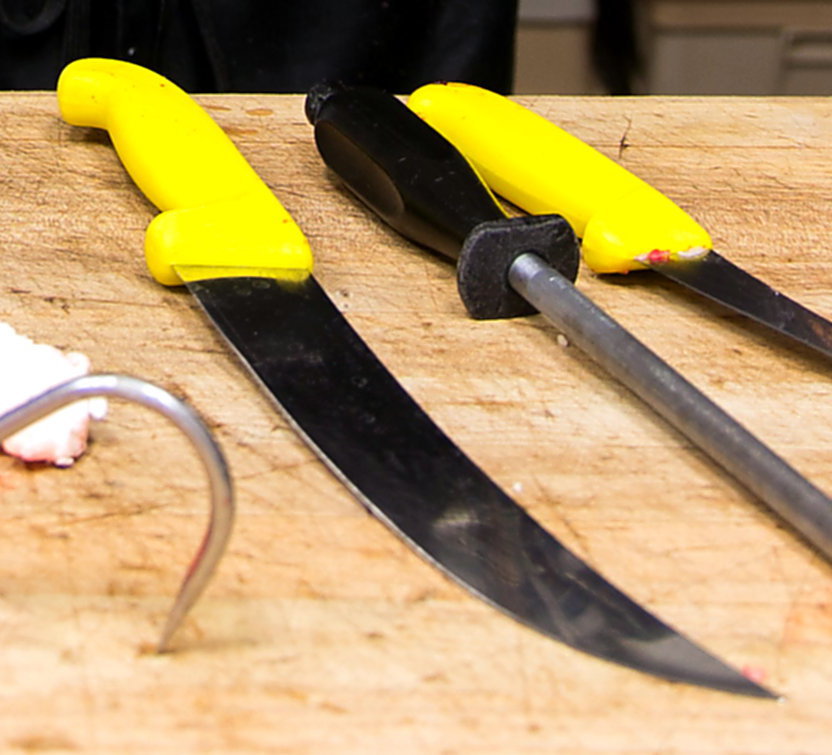
Zerlegemesser (links)
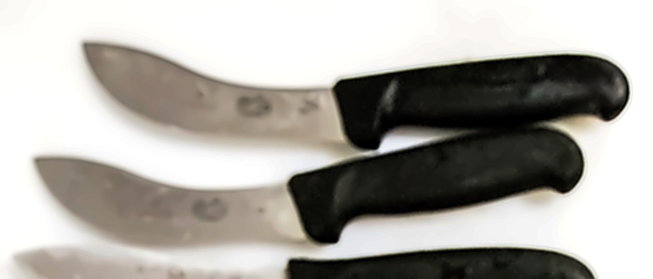
Abhäutemesser

- Abhäutemesser
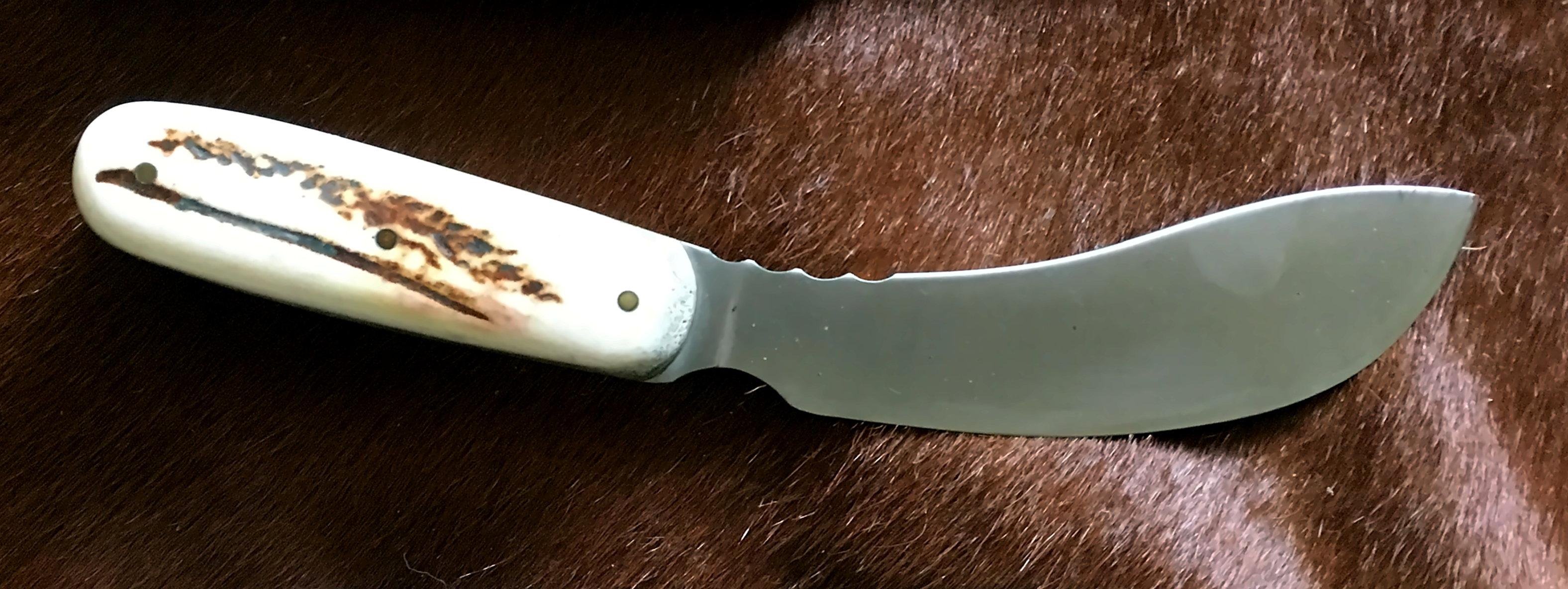
Mehrzweck-Jagdmesser, nutzbar als Abhäute- und Aufbrechmesser

→ Siehe auch: Liste von Messern in der Lebensmittelverarbeitung (>> Wirtschaftszweig „Fleischverarbeitung“)
Es gibt eine Vielzahl von Arten und Varianten an Fleischermessern, die sich je nach Hersteller teils nur geringfügig unterscheiden. Nachfolgend eine Auswahl der gebräuchlichsten Arten, deren Einteilung sich an ihrem Haupteinsatzzweck orientiert:
- Ausbeinmesser: Das „Ausbeiner“, auch Auslösemesser („Auslöser“) genannt, gehört zur Grundausstattung jeden Fleischers/Metzgers/Schlachters. Je nach Fleisch und persönlichen Vorlieben wird das Ausbeinmesser mit einer Klingenlänge von in der Regel 13 cm oder 15 cm und in verschiedenen Flexibilitätsstufen der meist schmalen Klinge verwendet. Es wird eingesetzt, um die Knochen herauszulösen und vom Fleisch zu trennen (Ausbeinen). Dabei kann die flexible Klinge eng am Knochen geführt werden, sodass – ausgenommen beim Zuschnitt von „Fleischknochen“ – möglichst wenig Fleisch am Knochen zurückbleibt.[2]

→ Siehe auch: Küchenmesser #Ausbeinmesser
- Blockmesser: Das Blockmesser wurde traditionell früher auf Hackblöcken eingesetzt und hat von daher seinen Namen. Durch seine breite und stabile Klinge ist es gut geeignet, um Fleischstücke zu zerteilen oder auf die gewünschte Größe zuzuschneiden. Es hat eine Klingenlänge von etwa 16 cm bis 36 cm.[2]
- Fleischmesser: Variante des Blockmessers, mit schmaler Klinge.[2]

→ Siehe auch: Küchenmesser #Tranchier- oder Fleischmesser
- Zerlegemesser: Das Zerlegemesser, auch Hautmesser genannt, hat eine lange und geschweifte Klinge, die einen langen, ziehenden Schnitt ermöglicht. Es wird zum Zerlegen größerer Fleischstücke verwendet. Außerdem ist es gut zum Ablösen von Haut und Fettfasern (Hautabzug) oder Schieren (Ausbeinen) von großen Fleischteilen geeignet.[2]

Für Sonderzwecke sind insbesondere folgende Fleischermesser gebräuchlich:
- Abhäutemesser: Es dient zum einfachen Trennen der Tierhaut vom Fleisch (Abhäuten), ohne dabei das Fleisch zu beschädigen. Durch die besondere Form der Klinge mit langer Schneide lassen sich auch schwierige Schnitte präzise durchführen. Es ist in verschiedenen Klingenlängen erhältlich.[2]
- Aufbrechmesser: Es wird dazu benutzt, die sogenannte Schlossnaht (Knochennaht am Zusammentreffen der Beckenknochen) sowie das Brustbein bei Wild aufzusägen. Ein Teilstück der schnabelförmig gebogenen Schneide ist mit einem Sägeschliff versehen. Eine Kugel an der Spitze der Schneide ermöglicht ein sicheres Aufschneiden, ohne dass die Innereien verletzt werden. Aufbrechmesser werden vielfach auch von Jägern verwendet.[2]

→ Siehe auch: Jagdmesser
- Spezialmesser: Es dient zum Aufschneiden der Bauchdecke beim Rind und Schwein. Dazu wird diese mit der Spitze auf der Schneidenseite des Spezialmessers angeschnitten. Sodann wird das Tier umgedreht und die Bauchdecke mit dem hakenförmig ausgebildeten Ende der Klingenrückseite vollständig aufgeschnitten. Eine Kugel an der Spitze verhindert das Verletzen der Innereien.[2]

## Nachschärfen und Messerpflege
Bei regelmäßiger Nutzung von Fleischermessern werden wie bei Küchenmessern und sonstigen Messern sowie Schneidwerkzeugen die Klingen im Laufe der Zeit stumpf; selbst das „beste Messer“ verliert mit der Zeit durch Abnutzung am Schneidgut oder an der Schneideunterlage an Schärfe. Die Klingenschneide ist – insbesondere bei hochwertigen Messern – nur wenige hundertstel Millimeter dünn und verbiegt sich selbst bei noch so sorgfältigem Umgang beim Schneiden. Der spitze, scharfe Rand (Grat) der Klinge legt sich dabei nach und nach um, in der Vergrößerung sieht der Grat dann eher wie eine feine Säge aus. Dadurch wird das Messer stumpf und ist nicht mehr schnitthaltig.

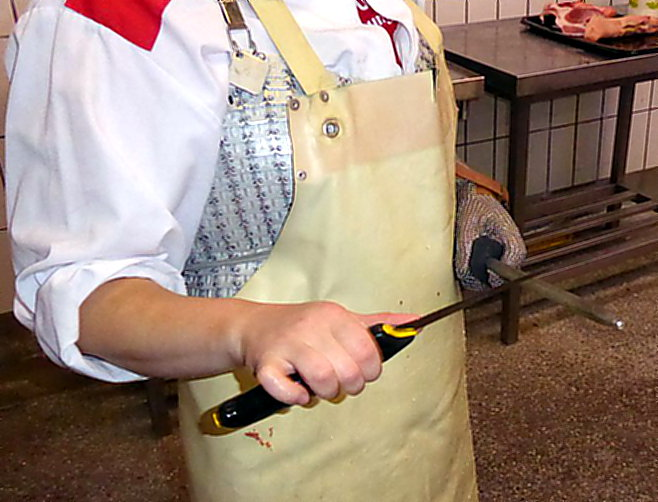
Schärfen eines Ausbeinmessers am Wetzstahl

Mittels Messerschärfer können die Schneiden wieder geschärft werden. Es gibt eine breite Palette verschiedener Arten und Ausformungen. Am gebräuchlichsten im gewerblichen Bereich – wie bei Schlachthöfen, Schlachtereien und sonstigen fleischverarbeitenden Betrieben – sind Wetzstähle und manuelle Schärfgeräte. Teilweise kommen auch Keramikwetzstäbe oder elektrische Schärfgeräte zum Einsatz sowie gelegentlich auch Schleifsteine wie bei Verwendung von besonders harten Messern aus japanischer Produktion. Während die Funktion im Grunde bei jedem Gerät gleich ist, unterscheiden sich die verschiedenen Modelle jedoch im Schleifmaterial. Dabei werden Diamant, Keramik oder Stahl eingesetzt. Damit die Schneiden scharf werden, muss das Schleifmaterial härter sein als das Material der Messerklinge.
In der Regel werden Fleischermesser vor Gebrauch und täglich mehrmals während des Gebrauchs zum Schärfen kurz über einen Wetzstahl gezogen. Je nach persönlichen Vorlieben und Verfügbarkeit oder jeweiliger betrieblicher Praxis kommen teils auch andere Wetzhilfen beziehungsweise Messerschärfer zum Einsatz. Im Laufe der Zeit verbraucht sich der „Grundschliff“, sodass das bloße Aufrichten der Schneide am Wetzstahl nicht mehr reicht, um die gewünschte Schärfe zu erreichen. Die Messer sollten dann laut fachkundlichen Empfehlungen von einem Spezialisten wie einem professionellen Messer- und Scherenschleifer an Schleifmaschinen nachgeschliffen und der „Grundschliff“ erneuert werden. Je nach Beanspruchung sollte dies etwa nach jeweils drei bis sechs Monaten erfolgen.
Die Messer müssen regelmäßig beziehungsweise nach jedem Gebrauch gereinigt werden. Rückstände von hochkonzentrierten Reinigungsmitteln, zu langer Verbleib in der Spülmaschine sowie Eiweiß- und Fleischreste können zu Flecken auf den Klingen und mit der Zeit sogar zu Oberflächenkorrosion führen. Laut fachkundlichen Empfehlungen sollten Fleischermesser am besten direkt nach dem Einsatz mit einem milden, alkalisch-basischen Reinigungsmittel ohne Säure gereinigt werden, wie zum Beispiel mit Natronbleichlauge (Natriumhypochlorit, auch Eau de Labarraque genannt).